# Horaninovia
Horaninovia là chi thực vật có hoa trong họ Amaranthaceae.